# Römlinghoven
Römlinghoven ist ein Ortsteil der Stadt Königswinter im nordrhein-westfälischen Rhein-Sieg-Kreis. Er gehört zum Stadtteil Oberdollendorf, am 30. September 2022 zählte er 553 Einwohner.

## Geographie
Römlinghoven ist der nördlichste Ortsteil von Königswinter innerhalb des Rheintals und erstreckt sich auf einem nach Nordosten ansteigenden Gelände auf 63–80 m ü. NHN. Er liegt am nordwestlichen Fuß der Dollendorfer Hardt und damit des Siebengebirges, steigt aber überwiegend auf der nördlichen Seite des Tals des Pirlenbachs bereits zum Ennert hin an. Nach Norden geht Römlinghoven nahtlos in den Bonner Ortsteil Oberkassel über, nach Süden fließend in den Ortsteil Oberdollendorf.

## Geschichte
Römlinghoven, erstmals urkundlich 1299 als Rimlinchoven erwähnt, war über Jahrhunderte ein Straßendorf. Es zog sich entlang des Grundelbaches, der seit 1955 innerhalb des Ortes kanalisiert verläuft. Römlinghoven war bis zum Beginn des 19. Jahrhunderts eine Honschaft im Kirchspiel Oberdollendorf des bergischen Amts Löwenburg. Unter preußischer Verwaltung (ab 1816) gehörte Römlinghoven zur Gemeinde Oberdollendorf im Verwaltungsbezirk der Bürgermeisterei Oberkassel (ab 1927 Amt Oberkassel). Nach der Jahrhundertwende 1900 zog Römlinghoven bis Ende der 1920er-Jahre aufgrund seiner abgeschiedenen Lage als Luftkur- und Badeort mit einigen Pensionen und drei Tanzsälen den Tourismus an; zu den Gästen gehörte unter anderem der Komponist Engelbert Humperdinck. Nachdem Bonn 1949 Regierungssitz der Bundesrepublik Deutschland wurde, erfuhr der Ort unter anderem durch den Bau einer Wohnsiedlung des Bundes ein sprunghaftes Wachstum. In postalischer Hinsicht gehörte Römlinghoven über längere Zeit nicht zu Oberdollendorf, sondern zum Bezirk der Poststelle Oberkassel. Mit dem Inkrafttreten der kommunalen Neuordnung des Raums Bonn am 1. August 1969 ging Römlinghoven als Teil der Gemeinde Oberdollendorf in der neuen Stadt Königswinter auf.
Einwohnerentwicklung
| Jahr | Einwohner |
| ---- | --------- |
| 1816 | 139       |
| 1828 | 164       |
| 1843 | 149       |
| 1885 | 119       |
| 1905 | 149       |

## Sehenswürdigkeiten

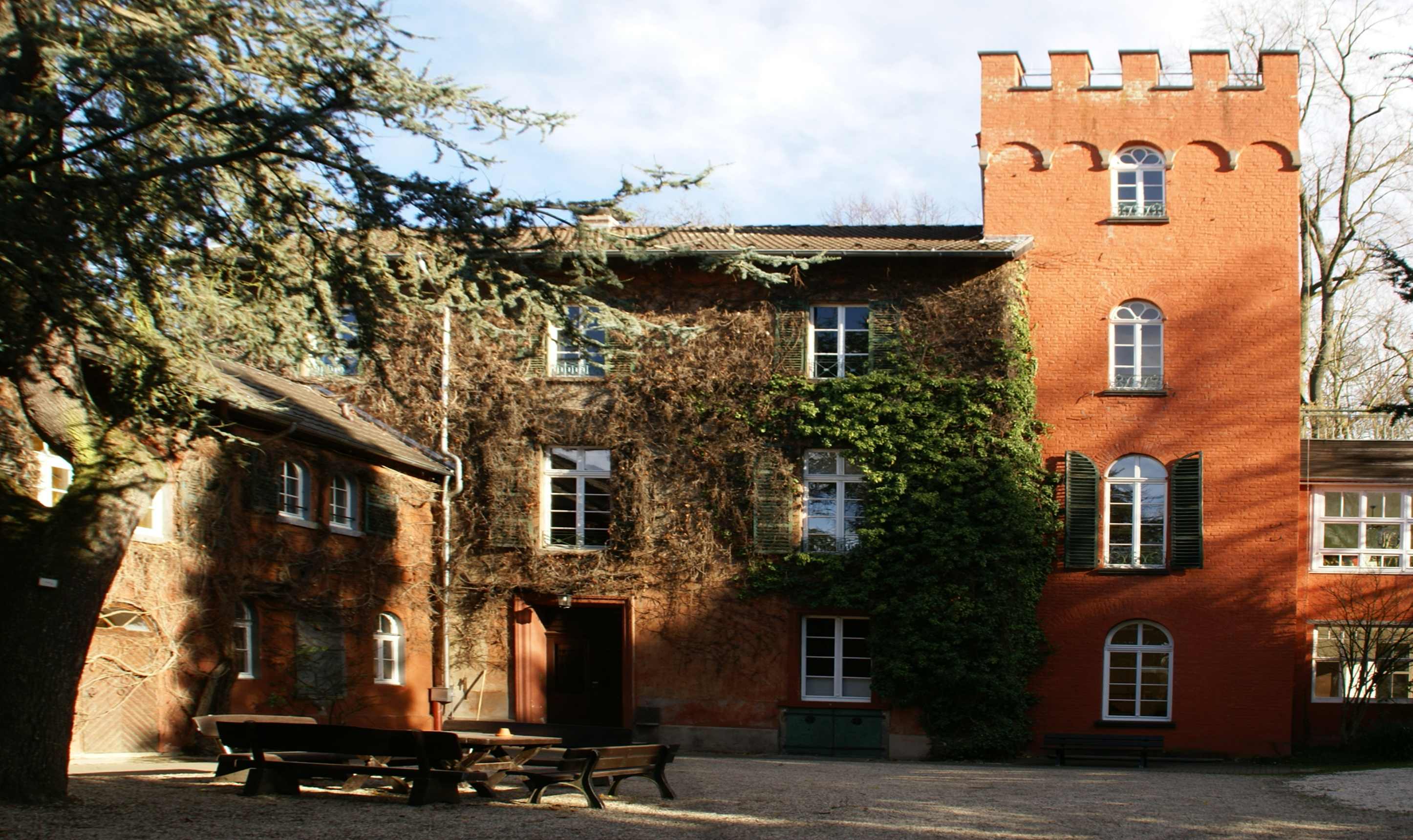
Malteserhof (2014)

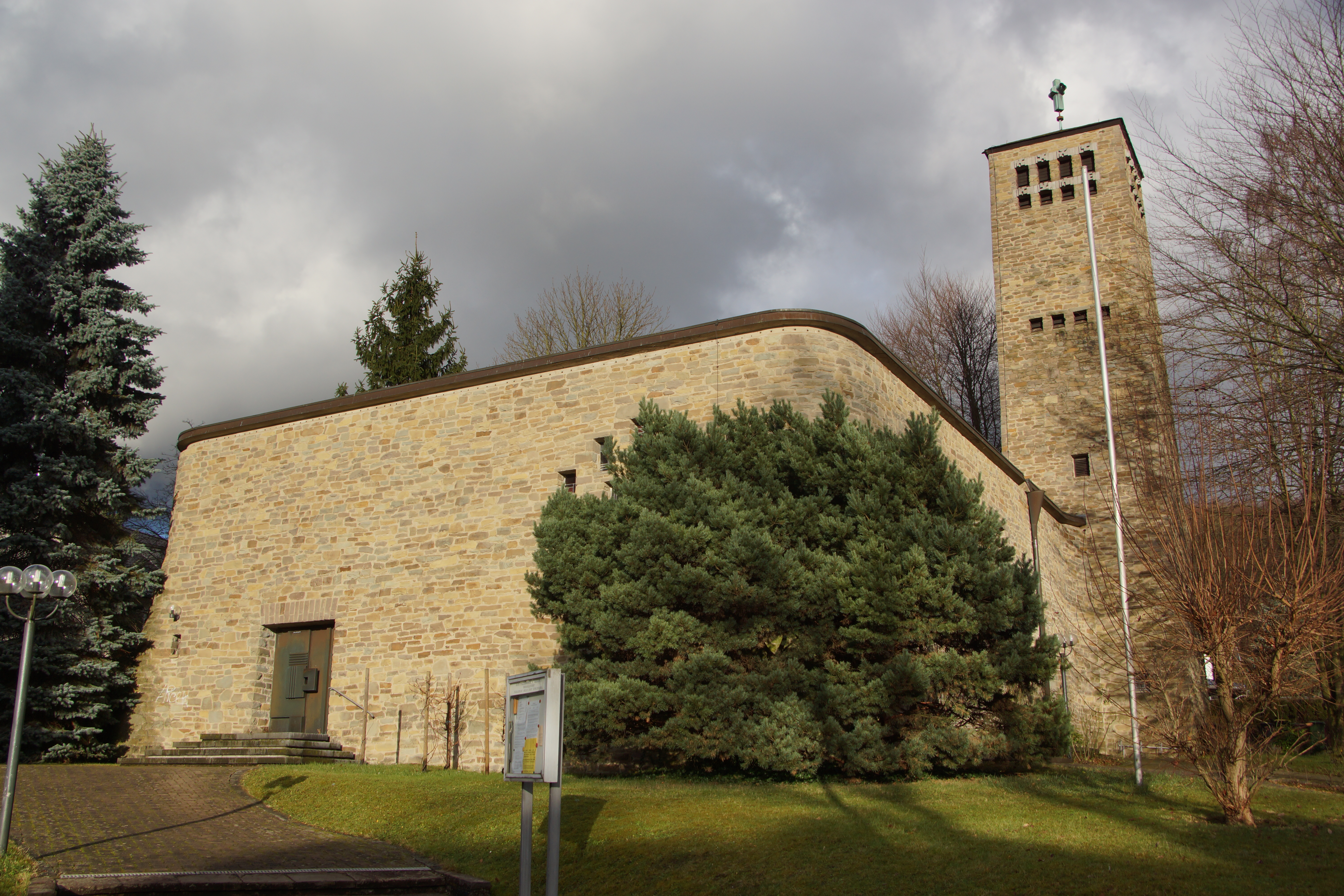
Heilig-Geist-Kirche

Auffälligstes Gebäude des Ortes ist der auf einen seit mindestens 1540 existierenden Gutshof zurückgehende Malteserhof. Das Brückenhofmuseum in Oberdollendorf behandelt auch die Geschichte Römlinghovens. Die von Mai 1963 bis Herbst 1964 erbaute und am 13. Juni 1965 geweihte Heilig-Geist-Kirche ist eine Filiale der Pfarrkirche Oberdollendorfs und ein Natursteinbau. Sie hat die Form eines Würfels, an den sich ein quadratischer Turm anschließt. Aus dem Jahre 1514 stammt die aus Oberdollendorf übernommene St.-Anna-Glocke, die zu den Besonderheiten der Innenausstattung zählt.
Als Baudenkmal vom Rheinischen Amt für Denkmalpflege erfasst sind:
- ein Votivkreuz mit Inschrift, errichtet 1736, aus Trachyt, von anderem Standort versetzt
- ein Votivkreuz mit Inschrift, errichtet 1741, aus Trachyt, seit 1935 an jetzigem Standort
- ein Wegekreuz mit Inschrift (sog. „Rehfußkreuz“), errichtet 1803, aus Trachyt, seit 1969 Umfassung durch Betonmauer
- eine Grotte, errichtet 1884, Wegekapelle aus Basaltlava
- eine ehemalige Hofanlage, errichtet im 17. Jahrhundert, zweigeschossiges Fachwerkgebäude in Ständerbauweise
- ein zweigeschossiges Fachwerkgebäude in Ständerbauweise, errichtet um 1800, giebelständig
- das Haus Horbach, errichtet 1711, ehemaliges Winzerhaus, zweigeschossiges Fachwerkgebäude in Rähmbauweise, mit jüngeren Vorbauten
- das Hüstersche Haus, Ursprungsbau errichtet im 17. Jahrhundert, ehemaliger Winzerhof, teilunterkellert, mit Schuppenanbau in Fachwerk von 1739; Überformung im 19. Jahrhundert
- ein zweigeschossiges Fachwerkgebäude in Ständerbauweise, errichtet am Beginn des 19. Jahrhunderts, ortsbildprägende Funktion
- ein zweigeschossiges Fachwerkgebäude in Geschossbauweise, errichtet Ende des 18. Jahrhunderts, Innenaufteilung erhalten
- ein zweigeschossiges Fachwerkgebäude, errichtet Anfang des 19. Jahrhunderts, traufständig, ortsbildprägende Funktion
- das Haus Hoitz, errichtet im 17. Jahrhundert, ehemaliges Winzerhaus, zweigeschossiger und verwinkelter Fachwerkbau, mit Bruchsteinkeller
- der Malteserhof (s. o.), errichtet ab Mitte des 19. Jahrhunderts, ehemaliger Freihof und Winzerhof, Nebengebäude und Parkanlage, 1962 Aufgabe der (land)wirtschaftlichen Nutzung, ab 1981 evangelisches Tagungszentrum

## Infrastruktur
Unmittelbar westlich von Römlinghoven verläuft in Troglage die Bundesstraße 42 mit der Anschlussstelle Grüner Weg. Der Ort ist über die im benachbarten Bonner Ortsteil Oberkassel gelegene Haltestelle Oberkassel Süd/Römlinghoven an die Siebengebirgsbahn (Stadt- und Straßenbahn) angebunden.

## Persönlichkeiten
- Philipp Joseph Rehfues (1779–1843), Schriftsteller, gestorben in Römlinghoven